# NGC 1547
NGC 1547 is een balkspiraalstelsel in het sterrenbeeld Eridanus. Het hemelobject werd in 1886 ontdekt door de Amerikaanse astronoom Francis Preserved Leavenworth.

## Synoniemen
- PGC 14794
- ESO 550-18
- MCG -3-11-20
- IRAS04149-1758